# Badis tuivaiei
Badis tuivaiei är en fiskart som beskrevs av Vishwanath och Shanta 2004. Badis tuivaiei ingår i släktet Badis och familjen Badidae. IUCN kategoriserar arten globalt som starkt hotad. Inga underarter finns listade.